# Stefan Andres
Stefan Paul Andres (ur. 26 czerwca 1906  w Trittenheim-Dhrönchen , Nadrenia-Palatynat, zm. 29 czerwca 1970  w Rzymie ) – niemiecki pisarz realistyczny, dramaturg i poeta katolicki, członek Bamberger Dichterkreis, Niemieckiego Centrum PEN i Niemieckiej Akademii Języka i Poezji w Darmstadt. W latach 50. XX wieku należał do ścisłego groma najpopularniejszych pisarzy niemieckich. Takie jego utwory jak Wir sind Utopia należały w latach 50. i 60. XX wieku do niemieckich lektur szkolnych. Za jego najwybitniejsze dzieło uznawane jest El Greco malt den Großinquisitor (polski tytuł Portret inkwizytora). Przez znaczną część dorosłego życia pisarz mieszkał we Włoszech.
Jego bogatą twórczość, opublikowaną pod ponad 50 tytułami, dominują rozważania na tematy moralne w perspektywie katolickiej: wszechobecność zła, kwestie sumienia i poczucia winy, potrzeba odkupienia, tolerancja i postawy wobec różnorodności ludzkich motywacji. Jak wcześniejsze utwory są hołdem jego ziemi ojczystej, tak w późniejszych tłem są też inne kraje i epoki; szczególne miejsce zajmują w jego pismach świat antyku i opowieści biblijne. Na ogół widziano w nim dobrego narratora i stylistę, acz jego późniejsza spuścizna nie dorównała wcześniejszym osiągnięciom.

## Życiorys

### Dzieciństwo
Ojciec Stefana Andresa był młynarzem , jednym z siedmiu w młynarskiej wiosce Dhörnchen, której losy odmieniła budowa tamy na rzece Dhorn w latach 1911–1913. Gdy Stefan Paul miał cztery lata, cała wielodzietna rodzina (Stefan był dziewiątym z kolei dzieckiem) przeniosła się w poszukiwaniu nowych podstaw egzystencji do odległego o ok. 20 km Schweich nad Mozelą. W latach 1912–1918 Stefan Andres uczęszczał do szkoły podstawowej, by jako przeznaczony przez rodziców na księdza podjąć w 1918 r. naukę gimnazjalną w prowadzonym przez redemptorystów Collegium Josephinum w Vaals – w juwenacie o ścisłej dyscyplinie przygotowującym chłopców do życia klasztornego .

### Młodość
Jesienią 1920 r. za zgodą i zachętą przełożonych Stefan Andres opuścił na poziomie untertertia kolegium klasztorne i został przyjęty jako postulant do zakonu Braci Miłosierdzia Maryi Wspomożycielki (Fratres Misericordiae Mariae Auxiliatricis) z Trewiru, podejmując się opieki nad chorymi. Pół roku później, w kwietniu 1921 r., przystąpił do przyklasztornej szkoły zakonu franciszkańskiego w Bleyerheide (obecnie w granicach holenderskiego Kerkrade) w pobliżu Akwizgranu, gdzie pozostał trzy lata. Z tego okresu pochodzą jego pierwsze próby literackie – skromne utwory dramatyczne. W 1925 r. Andres zamieszkał w Dormagen, gdzie przez rok przygotowywał się do egzaminu nauczycielskiego, pracując jednocześnie w zakładzie zamkniętym dla dzieci specjalnej troski. Po złożeniu 17 marca 1926 r. egzaminu w Neuss, Adres wstąpił we wrześniu tegoż roku do nowicjatu w klasztorze kapuzynów w Krefeld-Inrath. I tym razem nie zdołał zostać zakonnikiem, gdyż otrzymanie consilium abeundi oznaczało nakaz opuszczenia zgromadzenia zakonnego. Odtąd pracował jako osoba świecka, acz przez jakiś czas jeszcze w instytucjach kościelnych.
Z początkiem stycznia 1928 r. objął redakcję lokalnego katolickiego miesięcznika „Der Marienborn” i przygotowywał się równocześnie do zdawania eksternistycznie matury. W tym miesięczniku opublikował swoje pierwsze utwory, którym jednak w późniejszych latach odmawiał większej wartości. Utrzymywał się z pracy jako nauczyciel łaciny w seminarium episkopalnym w Bensheim. Po zdaniu matury w lutym 1929 r. powrócił do domu rodzinnego w Schweich, ale na krótko, gdyż wkrótce podjął decyzję co do swojej przyszłości – zamiast teologii postanowił studiować germanistykę, historię sztuki i filozofię. Jeszcze w tym samym roku został studentem uniwersytetu w Kolonii, latem 1931 r. przeniósł się na uniwersytet w Jenie, a od semestru zimowego kontynuował studia na uniwersytecie w Berlinie, ale ich nie ukończył i nie uzyskał żadnego tytułu akademickiego.

Jeszcze na uniwersytecie w Jenie poznał w 1931 r. studentkę medycyny dwudziestoletnią Dorotheę Freudiger, której z miejsca się oświadczył. Choć związek małżeński zawarli dopiero w 1932 r. po przeprowadzce do Kolonii, Dorothee poświęciła od samego początku mnóstwo pracy, energii i wytrwałości na promowanie twórczości Stefana Andresa, znanego dotychczas jedynie z publikacji wierszy w miesięczniku „Marienborn”. I tak – nie bez jej starań – jeński dom wydawniczy Eugena Diederichsa wydał powieść Andresa Bruder Lucifer, a ta przyniosła mu stypendium Fundacji im. Abrahama Lincolna (Abraham-Lincoln-Stiftung). To niespodziewane wsparcie finansowe umożliwiło żyjącemu nad wyraz skromnie młodemu pisarzowi podjęcie jeszcze w tym samym roku wymarzonej podróży do Włoch. Narastająca narodowo-socjalistyczna atmosfera polityczna w Niemczech tego okresu stanowiła nie tylko bezpośrednie zagrożenie (Dorothee była pół Żydówką), ale i nie sprzyjała swobodnemu rozwojowi intelektualnemu i karierze zawodowej samego Andresa. Po przejęciu władzy rządowej w Niemczech w styczniu 1933 r. przez NSDAP Andres przerwał pracę w kolońskiej rozgłośni radiowej i wczesną wiosną wyjechał z żoną do Positano na południu Włoch. Wkrótce jednak wrócili i pisarz podjął pracę, ale nie krył się ze swoją postawą otwarcie krytyczną wobec nazistowskiego reżimu (także stając w obronie swojej niearyjskiej żony), toteż w 1935 r. został z pracy zwolniony. Między 1933 a 1937 r. Andresowie mieszkali kolejno w trzech różnych miastach, siedmiokrotnie zmieniając adres. Po dalszej tułaczce po domach krewnych, m.in. rodziców Dorothei w Łomnicy i w Monachium, czteroosobowa już rodzina Andresów zdecydowała się na emigrację. Zgarnąwszy wszystkie swoje oszczędności, według Dorothei było to 423,75 marek, udali się w kierunku Neapolu – ponownie do Positano, by w nader skromnych warunkach, bez wody bieżącej i prądu, prowadzić biedne, ale twórcze życie. Co prawda utwory Andresa mogły być publikowane w Niemczech tylko za specjalnym pozwoleniem, ale nie zniechęcało go to do pracy.

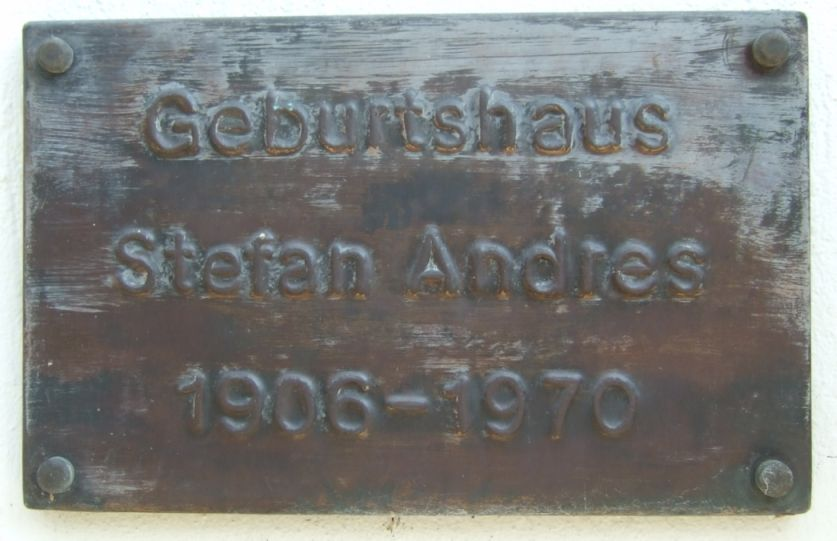
Dhrönchen, dzielnica miejscowości Trittenheim: tablica na domu, w którym Stefan Andres się urodził.
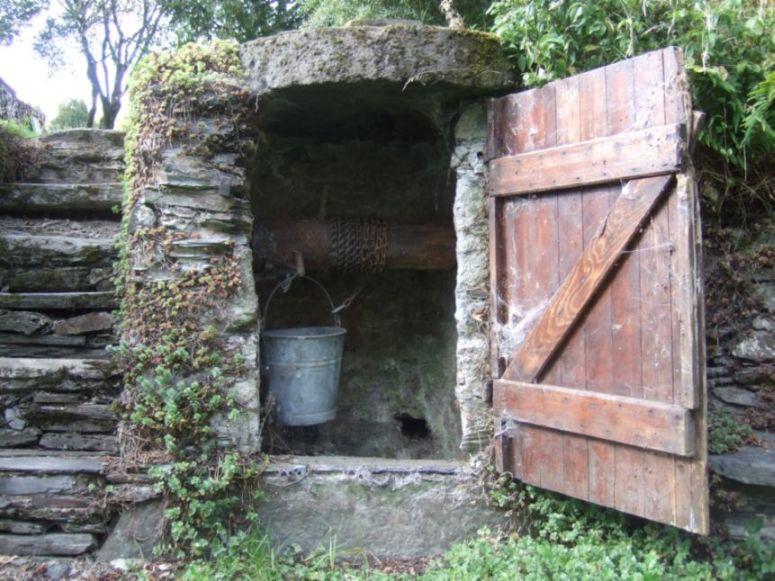
Dhrönchen: studnia przy domu rodzinnym Stefana Andresa.
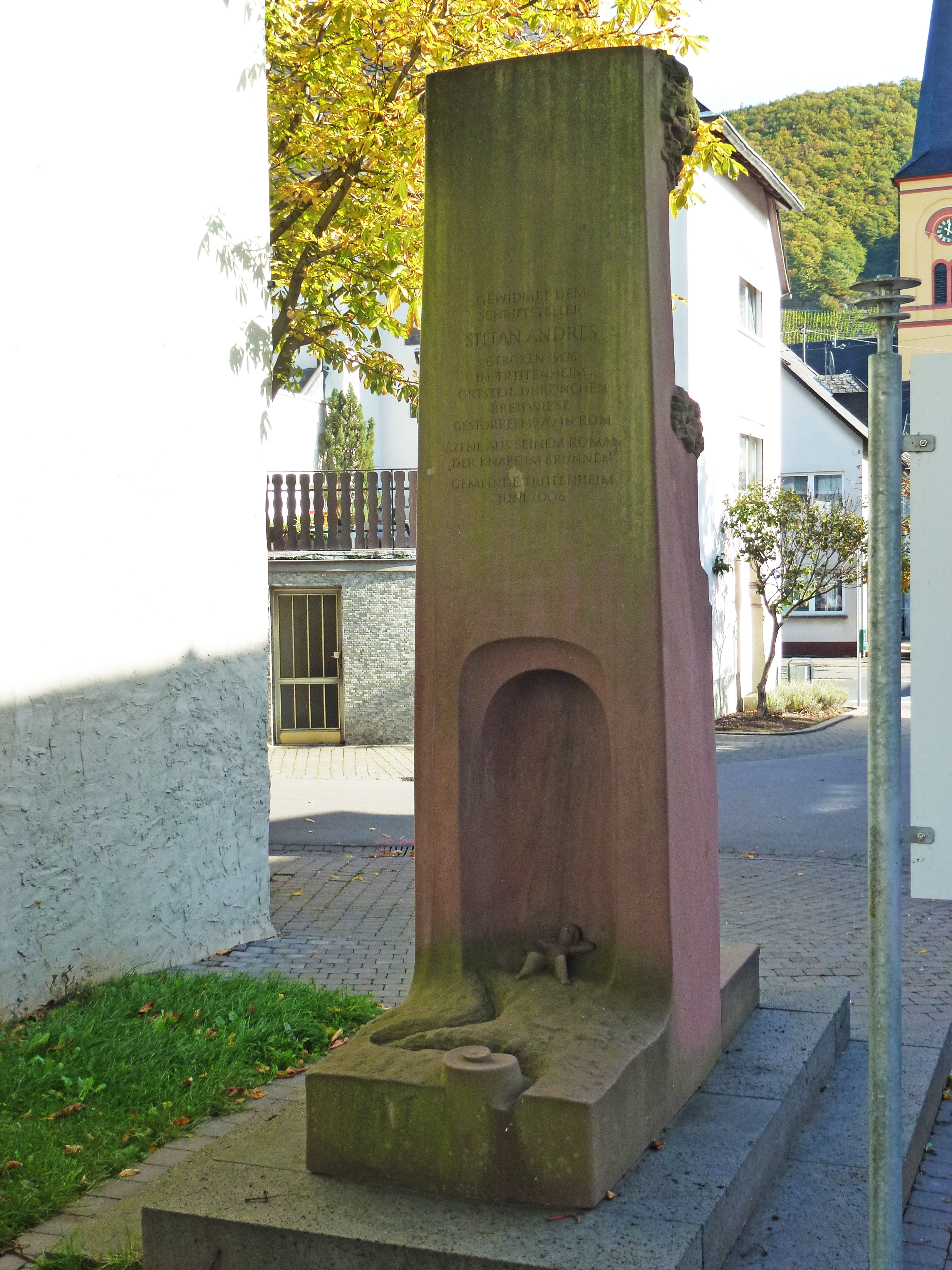
Trittenheim: pomnik upamiętniający urodzonego w tej miejscowości Stefana Andresa.
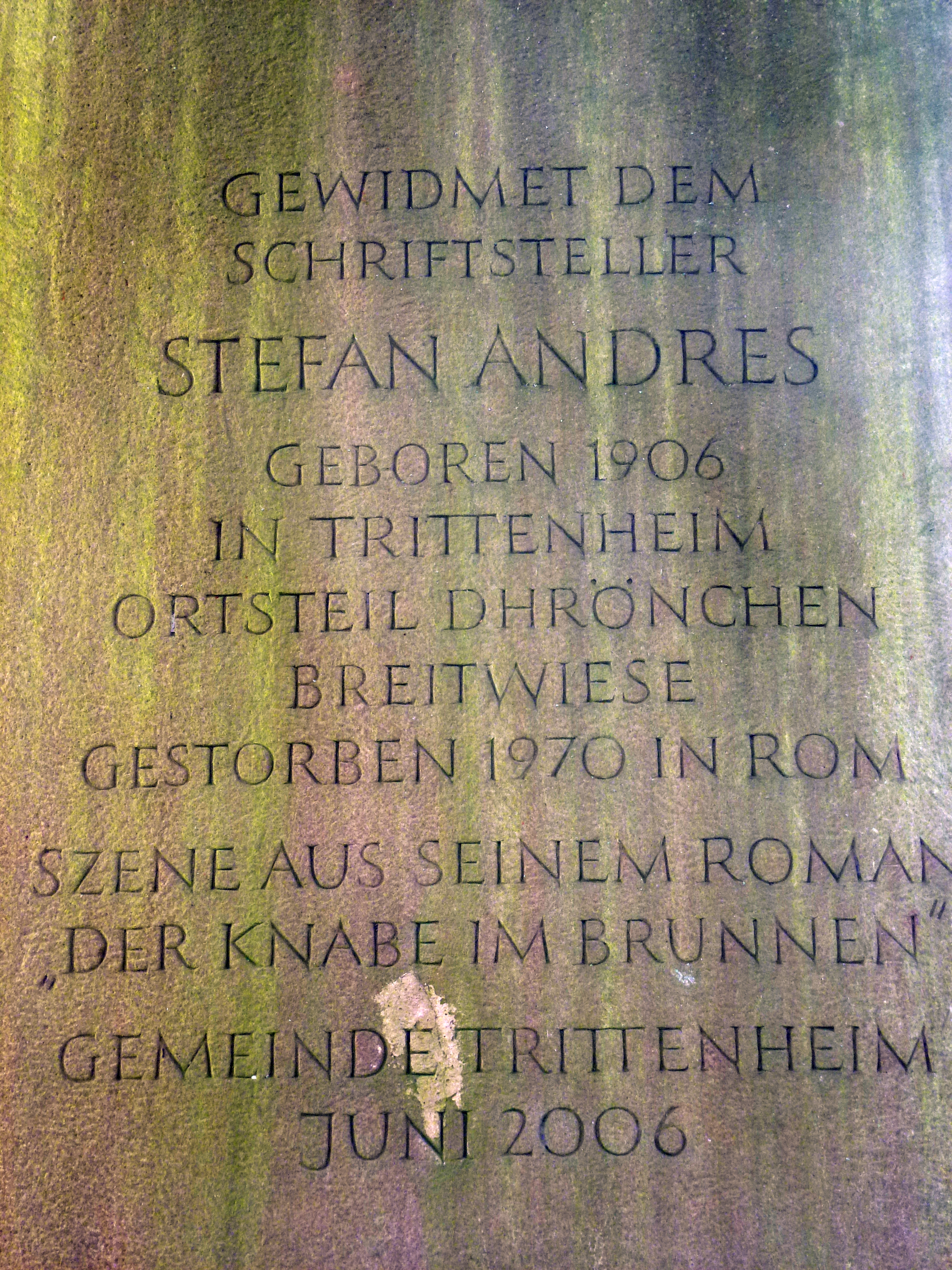
Trittenheim: tablica na pomniku Stefana Andresa.
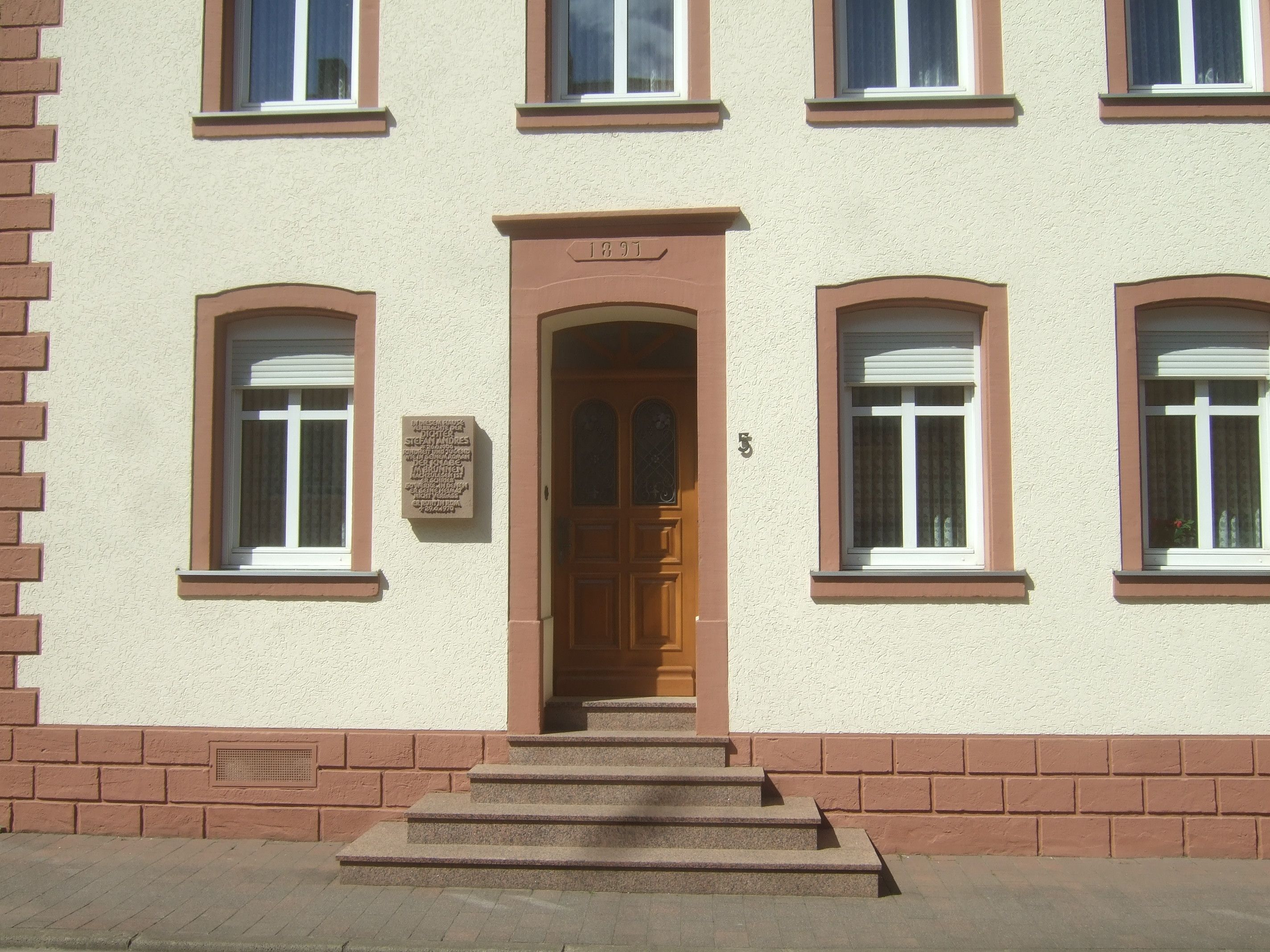
Schweich: dom, w którym Stefan Andres mieszkał jako dziecko z rodzicami.
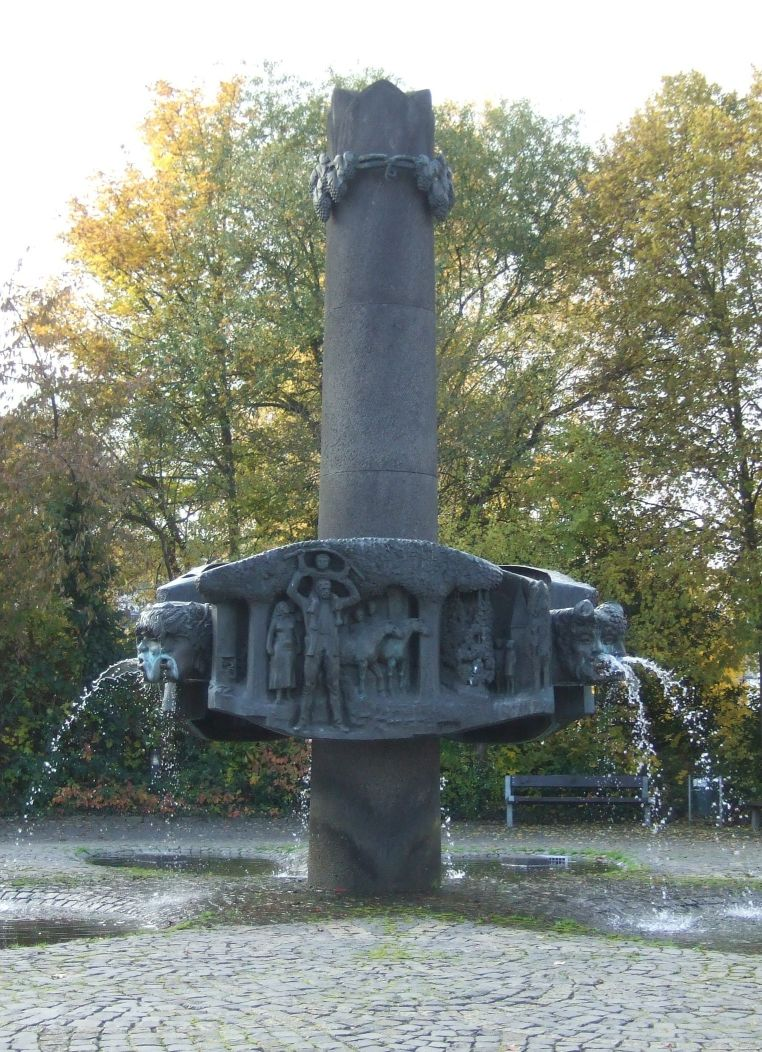
Schweich: fontanna-pomnik poświęcony Stefanowi Andresowi.

### Lata dojrzałe

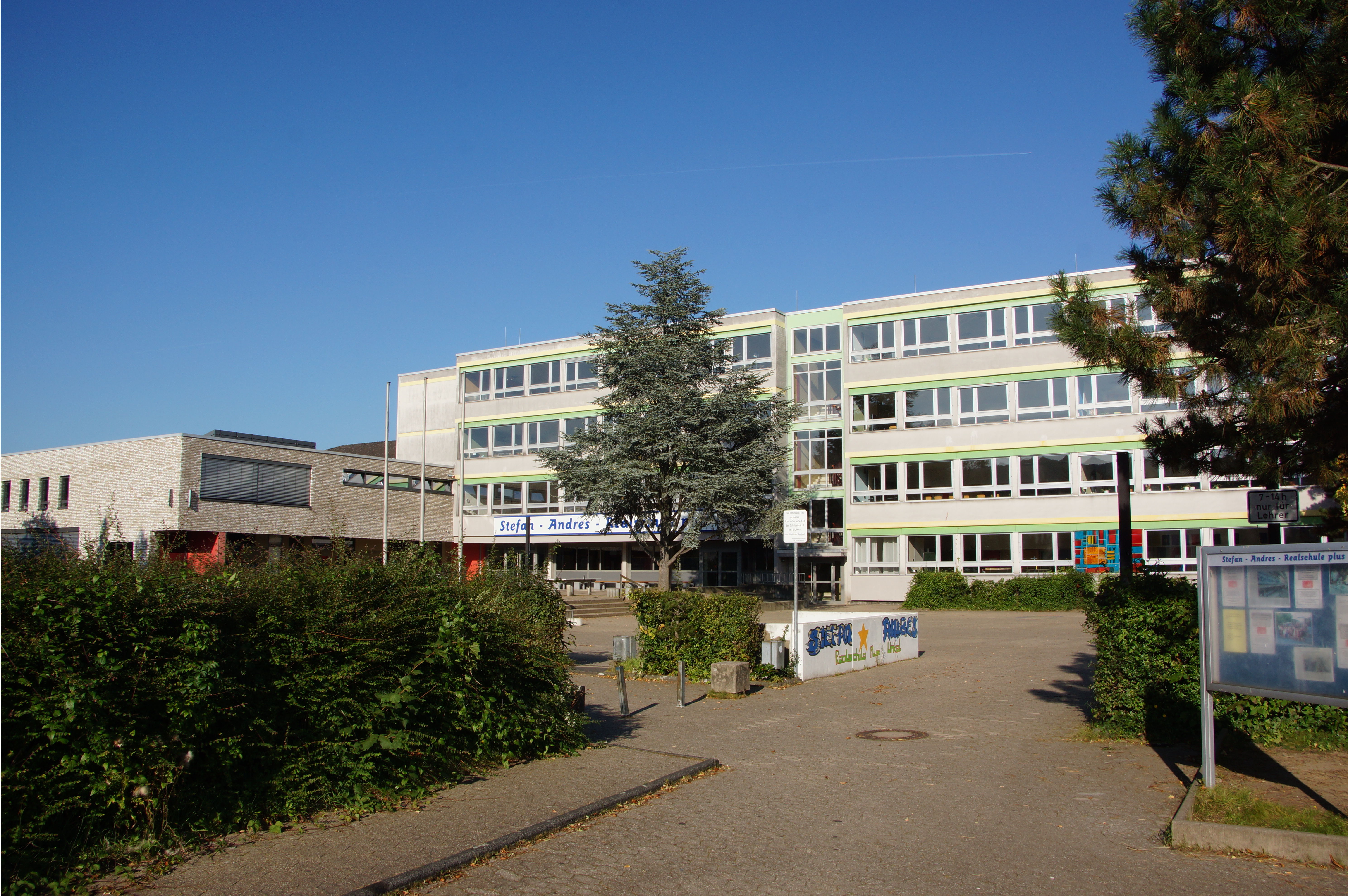
Unkel: szkoła średnia nazwana imieniem Stefana Andresa, który mieszkał w tej miejscowości w latach 1949–1961.

Wojenne lata niepewnego schronienia w Positano były z wielu względów, materialnych i politycznych, bardzo trudne. Głębokim ciosem była w 1942 r. śmierć najstarszej córki Mechtild, zmarłej na tyfus. Głodowa zima 1943 r., dały się małżonkom bardzo we znaki. Według relacji żony Andresa wspomagał on wówczas rodzinę finansowo m.in. malując pocztówki dla przebywającyh w okolicach Neapolu na urlopie żołnierzy alianckich. Podczas zdeklarowanej emigracji wewnętrznej pracował nad nowymi utworami – powieściami, nowelami, opowiadaniami i wierszami – tak intensywnie, że tamten okres twórczości zalicza się do jego najbardziej owocnych. Kontynuację pracy umożliwiała mu żona w tak praktycznych kwestiach jak np. zdobywając trudno dostępny podczas wojny papier lub produkując z galasów atrament do taśmy do maszyny do pisania. Stała też niewzruszenie u jego boku mimo zagrożenia deportacją do Niemiec; w marcu 1943 r. potrafiła skutecznie wybłagać w Neapolu wycofanie grożącego im nakazu wydalenia z kraju. Po wylądowaniu w lipcu 1943 r. wojsk alianckich na Sycylii i zajęciu przez nich z czasem południowych Włoch Stefan Andres otworzył się na niejaki udział w życiu publicznym przez to, że przyjął ofertę aliantów wygłaszania mów (odezw) do Niemców. Oficjalnego zezwolenia na powrót wraz z rodziną do Niemiec po zakończeniu wojny udzielono mu dopiero w 1949 r. Andresowie i ich dwie córki osiedlili się w Unkel nad Renem, w Nadrenii-Palatynacie.
Lata 50. to okres z jednej strony sukcesów mierzonych licznymi nagrodami literackimi i odznaczeniami państwowymi oraz ogromną popularnością czytelniczą, a z drugiej aktywnością na niwie społeczno-politycznej i płynącym z nią rozczarowaniem. Jeszcze w 1948 r. podczas Międzynarodowego Kongresu Młodzieży w Monachium zawarł Stefan Andres znajomość z Klausem Piperem, w którego wydawnictwie ukazała się w następnych latach większość jego dzieł. Wraz z decyzją monachijskiego jesiennego zjazdu Centrum PEN o rozszerzeniu członkostwa także o twórców z Niemiec Wschodnich przyjęto w jego szranki 26 nowych pisarzy, m.in. Stefana Andresa. Także w 1949 r. przyjęto pisarza do Niemieckiej Akademii Języka i Poezji (Deutsche Akademie für Sprache und Dichtung, powołanej do życia we Frankfurcie w sierpniu 1949 r.). Przyjęcie w 1953 r. ogólnoniemieckiej ustawy o kontroli wydawnictw z uwagi na ich szkodliwość dla młodzieży (t.zw. „Schmutz- und Schundgesetz”), w wydźwięku i konsekwencjach konserwatywnej, moralnie normatywnej i sprzyjającej cenzurze, spotkało się z szerokim protestem intelektualistów, a jednym z nich był Stefan Andres. Pisarz angażował się także w ogromnym zakresie w ruchy pacyfistyczne. I tak, brał czynny udział w zapoczątkowanych w 1960 r. pokojowych marszach wielkanocnych będących wyrazem protestu przeciw zbrojeniom nuklearnym na świecie, a w Niemczech także przeciwko stacjonowaniu na ich terytorium amerykańskich rakiet zbrojnych i rozbudowie Bunderwehry. Równie bezkompromisowe było jego stanowisko wobec porozumienia między oboma państwami Niemieckimi, które zdaniem pisarza powinno doprowadzić do rychłego ich zjednoczenia. Jakkolwiek pisarsko ceniony, szczególnie przez szerokie kręgi czetelnicze i nieco mniej przez krytyków (patrz dalszy akapit), był Stefan Andres powojennymi Niemcami, ich polityką wewnętrzną i światową, tak mocno rozczarowany, że jesienią 1961 r. postanowił przenieść się wraz z rodziną na stałe do Włoch.

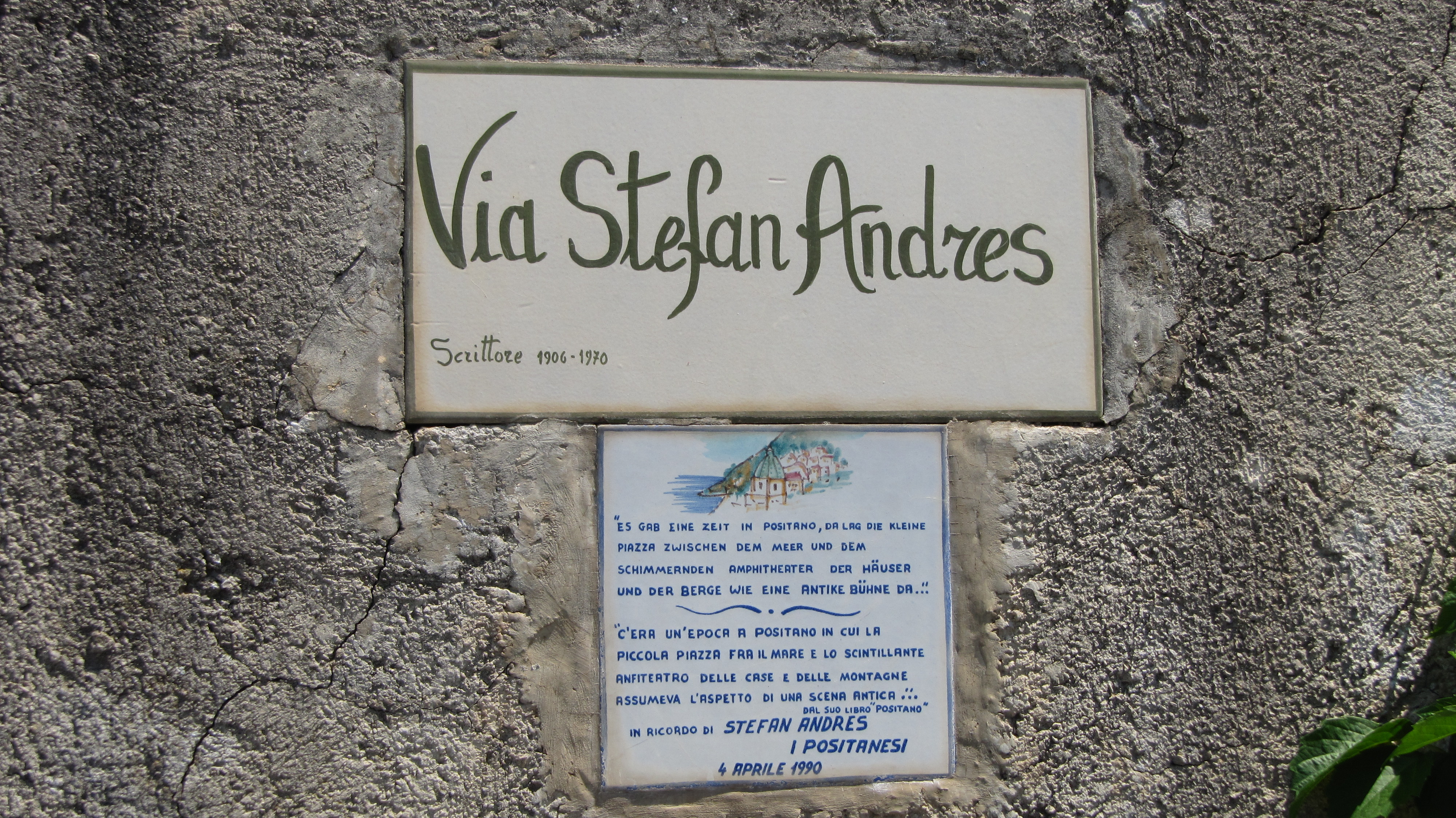
Positano: szyld na ulicy nazwanej imieniem Stefana Andresa, przy której stał dom Stefana i Dorothei Andresów.

### Ostatnia dekada
Andresowie najpierw udali się do Rzymu, a ich mieszkanie przy Via Domenico Silveri było podczas trwania II Soboru Watykańskiego miejscem spotkań zarówno literackiej, jak i teologicznej i kościelnej elity. Później małżonkowie mieszkali także w Positano. Dla Stefana Andresa Rzym pozostał najważniejszym miejscem również ze względu na to, że przebywało tam w tamtym okresie wielu niemieckojęzycznych pisarzy i intelektualistów, m.in. Marie Luise Kaschnitz, Gustav René Hocke, Hermnn Kesten. Tak jak zaangażowanie polityczne jeszcze podczas pobytu w Niemczech osłabiło jego werwę twórczą, tak powrót do Włoch skierował jego zapatrywania coraz wyraźniej ku tematom religijnym i filozoficznym. W 1968 r. odbył pisarz swoją ostatnią wielką podróż do Azji południowej i wschodniej.

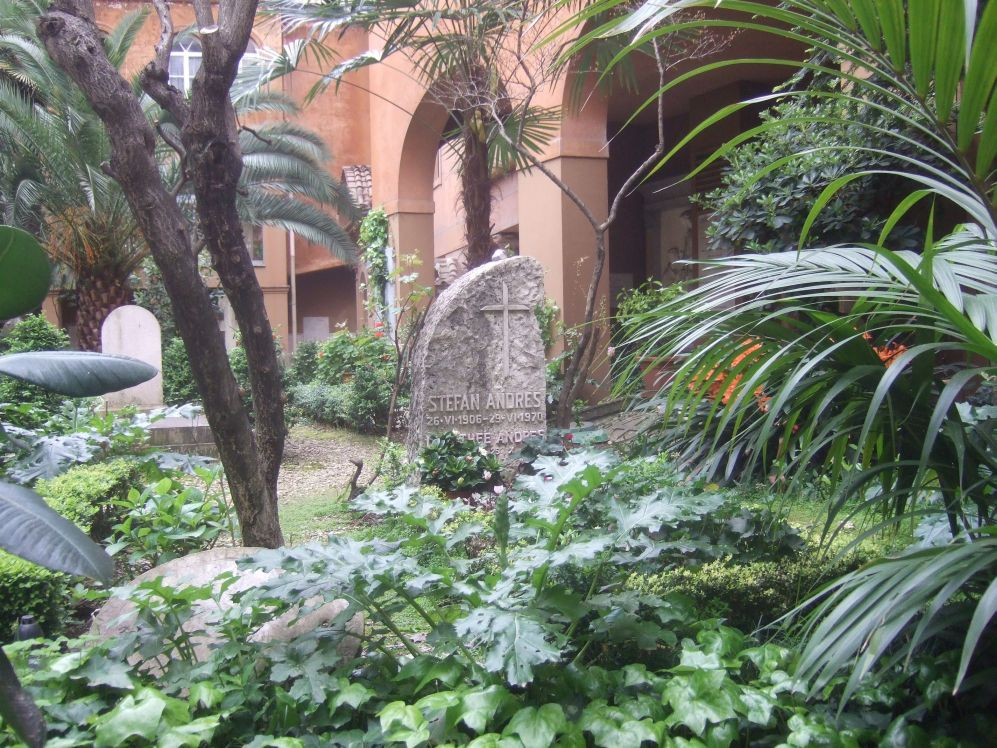
Grób małżonków Stefana i Dorothei Andres na rzymskim cmentarzu Campo Santo Teutonico.

Stefan Andres zmarł 29 czerwca 1970 r. w wyniku komplikacji pooperacyjnych w rzymskim szpitalu Clinica de Spirito Santo i został pochowany na podlegającym Stolicy Apostolskiej, zabytkowym cmentarzu Campo Santo Teutonico. Na tym samym cmentarzu spoczęła w 2002 r. jego żona Dorothee.

## Spuścizna literacka i jej ocena
Jedno z najwybitniejszych dzieł Stefana Andresa, nowela El Greco malt den Großinquisitor (polski tytuł Portret inkwizytora), jest też jednym z jego najwcześniejszych dzieł, powstałym w Łomnicy i opublikowanym w 1936 r. Posługując się historyczną paralelą przedstawia duchowe zmaganie się jednostki (w noweli są to malarz El Greco i lekarz kardynalski Cazalla) z destruktywną mocą władzy, którą tu reprezentuje kardynał Nino de Guevara. W tamtym okresie Trzeciej Rzeszy, gdy Andres tworzył ten utwór, kwestia współzależności sztuki i prawdy, a w dalszej perspektywie wolności ekspresji twórczej, była równie paląca co w okresie hiszpańskiej inkwizycji.
Tom opowiadań, któremu Stefan Andres zawdzięcza wypłynięcie na szerokie wody uznanej i popularnej literatury były Moselländische Novellen z 1937 r. opiewające kraj jego dzieciństwa – dolinę Mozeli, wyżynę Hunsrück, krajobrazy Eifel i okolice Trewiru. Ale radość sukcesu zapewne odbierała mu świadomość, że jego utwory jako autora dobrze przyjmowanego w kręgach konserwatywno-katolickich dopuszczono do rozpowszechniania nie tyle ze względu na ich wartość artystyczną, ile przez wzgląd na możliwość zaliczenia ich do propagowanej w czasach nazistowskiej dyktatury literatury „wierności krwi i ziemi” (Treu zu Blut und Boden). Jakkolwiek Andres z mocą odżegnywał się od ideologii propagowanej przez NSDAP, to jego postawa nie była w tym względzie jednoznaczna i obecne jej interpretacje nie zajmują wspólnego stanowiska. Bezsprzecznym pozostaje fakt, że Andres był aktywnym członkiem Bamberger Dichterkreis, stowarzyszenia pisarzy, których pisma podążały za narodowo-socjalistyczną (faszystowską) ideą związanej z ziemią ojczystą „prawdziwej niemieckiej literatury”.
Podczas emigracji we Włoszech powstało opus magnum Andresa, blisko dwa tysiące stron licząca filozoficzno-religijna trylogia Die Sinflut. Jest to próba przedstawienia mechanizmów dyktatury – wykładni wszelkiej dyktatury – poprzez alegoryczne ujęcie takich motywów biblijnych jak np. opowieść o Noem. Jednocześnie zaświadcza to dzieło o zaangażowanej obronie przez pisarza kwestionowanych przez rozwój współczesnych mu wydarzeń wartości chrześcijańskich.
W czasie wojny powstało też wysoko cenione przez krytykę opowiadanie Wir sind Utopia (polski tytuł Utopia jest w nas), po raz pierwszy wydrukowane na łamach „Frankfurter Zeitung” w 1942 r. W rok później miało miejsce wydanie książkowe, ale dopiero w latach 50. spotkało się ono z godnym swojej wartości odzewem. Tutaj na tle hiszpańskiej wojny domowej rozgrywa się dramat sumienia byłego mnicha, który jako żołnierz z grupą towarzyszy broni trafia przez przypadek do swojego dawnego budynku zakonnego, ale tym razem jako więzień. Rozdarty między poczucia obowiązku i posłuszeństwa a nakazy moralne i wierność wcześniej złożonym ślubom, odrzucając okazję uwolnienia towarzyszy przez popełnienie mordu, nie zniża się do poziomu swojego oprawcy. Tekst tego opowiadanie był podstawą utworu dramatycznego Gottes Utopia pióra samego Andresa oraz paru wersji filmowych.
Tom opowiadań Novellen und Erzählungen zawierający nowele El Greco malt den Großinquisitor i Wir sind Utopia zajmował przez wiele miesięcy latem i jesienią 1962 r. najwyższą pozycję na liście bestsellerów tygodnika „Spiegel”.

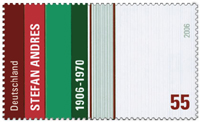
Znaczek pocztowy upamiętniający 100-lecie urodzin Stefana Andresa.

To, co Andres stworzył w późniejszym okresie, jakkolwiek nadal cieszące się wielką poczytnością, zniżało się w ocenie wybitnego i wpływowego niemieckiego krytyka literackiego Marcela Reich-Ranickiego „w wysoce podejrzany sposób do poziomu trywialności” („seine Bücher näherten sich auf höchst bedenkliche Weise der Trivialebene”). Odnośnie do innego utworu Andresa, powieści Der Taubenturm, której akcja toczy się podczas II Wojny Światowej we Włoszech, Reich-Ranicki wygłosił na łamach tygodnika „Die Zeit” w grudniu 1966 r. unicestwiającą dobrą sławę pisarską Andresa filipikę pod tytułem „Edle Menschen”: „chodzi tu o czysty kicz (a rzadko posługuję się tym słowem), czy też może o kicz uszlachetniony. Tego rzekomo mistrzowskiego języka nie znalazłem ani śladu” („es handelte sich um den baren – nur selten gebrauche ich dieses Wort – Kitsch, eventuell Edelkitsch. Von der angeblich meisterhaften Sprache habe ich hier nicht eine Spur gefunden”). Wiele dekad później, w 2005 r., Reich-Ranicki, już powszechnie uznwany za Literaturpast (papieża literatury) potwierdził na łamach dziennika „Frankfurter Allgemeine” tymi słowy swój osąd późniejszej twórczości Stefana Andresa: „...pozwolę sobie teraz ograniczyć się do stwierdzenia, że [od czasu tamtej lektury] nie wziąłem już do ręki książki napisanej przez Stefana Andresa ani razu. Bo życie jest krótkie.” („...darf ich mich jetzt auf die Feststellung beschränken, daß ich nie wieder ein Buch von Stefan Andres in die Hand genommen habe. Denn: Das Leben ist kurz.”)
Bez wątpienia był Stefan Andres w latach 50. najbardziej poczytnym niemieckim pisarzem, niezwykle aktywnym twórczo, a i na niwie politycznej, ale uznania wśród kolegów po piórze – szczególnie tych młodszych – raczej nie znalazł, czego np. dowodem jest fakt, że nigdy nie zapraszano go na zebrania nieformalnego, ale wpływowego klubu pisarzy Gruppe 47.
Niejakim uznaniem cieszyły się także dzieła dramatyczne Stefana Andresa, w szczególności, uznana za jego najlepszy utwór sceniczny Gottes Utopia z 1949 r. oparta na jego powieści Wir sind Utopia. Wystawiona po raz pierwszy we wrześniu 1950 r. w Düsseldorfie cieszyła się wielką popularnością i miała wiele nowych realizacji scenicznych; w 1953 r. otrzymała w Berlinie Medal im. Jochena Kleppera (Jochen-Klepper-Medaille). Inny jego utwór, Sperrzonen z 1957 r., to szeroko zakrojona rozprawa ze spuścizną okresu nazistowskiego i dramat indywidualnej odpowiedzialności moralnej, ale to, co autor widział jako tragedię przeobraziło się w prapremierze w Oldenburgu wczesną wiosną 1958 r. w tragikomedię i skandal, mimo że winę za to składano raczej na reżysera przedstawienia i dyrektora teatru (Ernesta Dietza) niż na autora dzieła.
W polskiej recepcji twórczości Andresa dwa utwory Pokusa Synezjosa i Huśtawka miłości, z poruszanym przez nie tematem zagrożenia jednostki przez zbiorowość oraz opowiadania, m.in. o wymowie antyfaszystowskiej, zasłużyły na wzmiankę w Wielkiej Encyklopedii PWN. Taż encyklopedia za główne dzieło Andresa uznała alegoryczną trylogię o dyktaturze Die Sinflut, nietłumaczoną na polski. Niemal identycznej treści jest notka o pisarzu w Słowniku encyklopedycznym. Pisarze świata. W sumie wydano w Polsce dziewięć tytułów Stefana Andresa.

## Stowarzyszenie i nagroda im. Stefana Andresa
Dla uhonorowania pamięci pisarza i promowania badań nad jego twórczością powstało w mieście jego dzieciństwa, Schweich nad Mozelą, stowarzyszenie jego imienia, do czego w znacznym stopniu przyczyniła się wdowa po pisarzu, Dorothee Andres. Stefan-Andres-Gesellschaft liczy ok. 350 członków pochodzących z 14 krajów (stan w kwietniu 2019 r. według portalu internetowego Stowarzyszenia). W siedzibie Stowarzyszenia – dwór Niederprümer Hof – mieszczą się biblioteka, archiwum, sale wystawowe i konferencyjne. Działalność Stowarzyszenia jest wielostronna i obejmuje zarówno organizację konferencji, odczytów, wyjazdów szkoleniowych i wystaw, publikację rocznika Stowarzyszenia, jak i pieczę nad szlakiem turystycznym Stefan-Andres-Wanderweg.

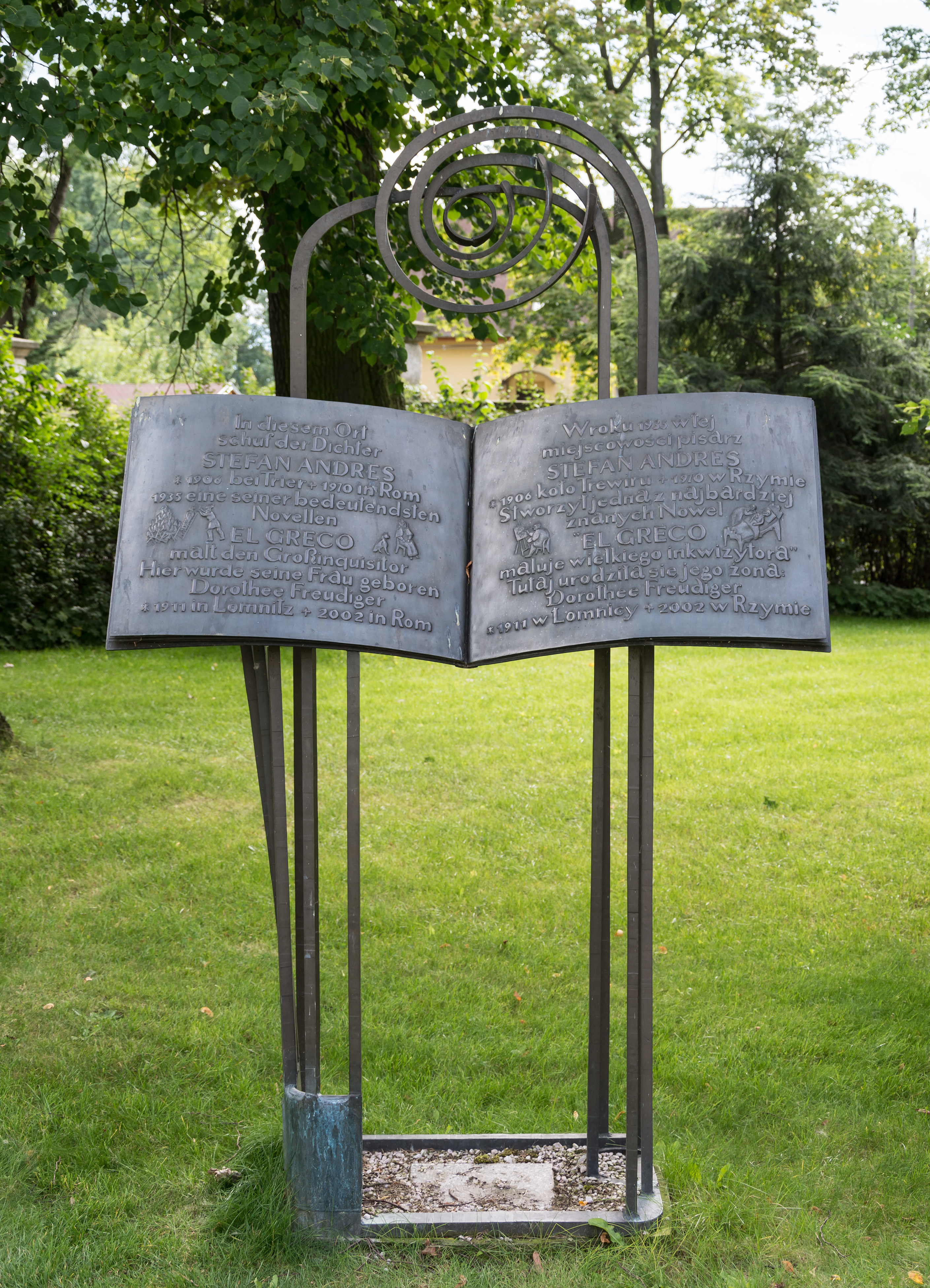
Łomnica: pomnik upamiętniający Stefana Andresa, którego teściowie mieszkali w tej miejscowości, i gdzie w 1936 r. pisarz stworzył jedno ze swoich najlepszych dzieł El Greco malt den Großinquisitor.

Od 1984 r. co pięć lat, a od 2017 r. co trzy lata, gremium wyłonione z członków Stowarzyszenia przyznaje nagrodę literacką im. Stefana Andresa – Stefan-Andres-Preis der Stadt Schweich für Literatur deutscher Sprache twórcom w języku niemieckim bez względu na ich narodowość, których prace uznane zostają „za wkład w rozwój kultury europejskiej i polityczne pojednanie Europy, a jednocześnie strzegą literackiej spuścizny Andresa („als einen Beitrag zur europäischen Kultur und politischen Einigung Europas zu fördern und gleichzeitig das Erbe des Dichters Andres zu wahren”).

## Polonicum
W Łomnicy, Jeleniogórskie, gdzie mieszkali rodzice żony Stefana Andresa, Freudigerowie, wystawiono w 2003 r. pisarzowi pomnik w formie otwartej księgi z polskim i niemieckim tekstem. Samo miasto chlubi się w swoich folderach tą nikłą więzią z niemieckim pisarzem.

## Dzieła według gatunku i pierwszego wydania

### Powieści
- Das Heilige Heimweh. Originalroman von Paulus Andres. Leipzig: Marienborn, 1928-29
- Bruder Luzifer. Jena: Diederichs, 1932
- Eberhard im Kontrapunkt. Ein Roman. Köln: Staufen, 1933
- Die unsichtbare Mauer. Jena: Diederichs, 1934
- Der Mann von Asteri. Berlin: Riemerschmidt, 1939
- Die Hochzeit der Feinde. Zürich: Scientia, 1947
- Ritter der Gerechtigkeit. München: Piper, 1948
- Das Tier aus der Tiefe. München: Piper, 1949
- Die Arche. München: Piper, 1951
- Die Liebesschaukel. München: Piper, 1951
- Der Knabe im Brunnen. München: Piper, 1953
- Die Reise nach Portiuncula. München: Piper, 1954
- Der graue Regenbogen. München: Piper, 1959
- Der Mann im Fisch. München: Piper, 1963
- Der Taubenturm. München: Piper, 1966
- Die Dumme. München: Piper, 1969
- Die Versuchung des Synesios. München: Piper, 1971
- Die Sintflut. Stefan Andres Werke in Einzelausgaben. Göttingen: Wallstein, 2007
- Tanz durchs Labyrinth – Lyrik, Drama, Hörspiel. Stefan Andres Werke in Einzelausgaben. Göttingen: Wallstein, 2012

### Opowiadania
- Das Märchen im Liebfrauendom. Fünf Märchen für Marienkinder. Leipzig: Bohn, 1928
- Der kleine Klunk. Drei Erzählungen. W: „Münchner Neueste Nachrichten” z: 9 lutego 1936, 9 sierpnia 1936, 24 listopada 1936
- El Greco malt den Großinquisitor. Erzählung. Leipzig: List, 1936
- Vom heiligen Pfäfflein Domenico. Erzählung. Leipzig: List, 1936
- Utz, der Nachfahr. Novelle. Saarlautern: Hausen, 1936
- Moselländische Novellen. [zawiera Die unglaubwürdige Reise des Knaben Titus, Die Vermummten, Der Menschendieb, Gäste im Paradies, Der Abbruch ins Dunkle] Leipzig: List, 1937
- Das Grab des Neides. Novellen. [zawiera Das Grab des Neides, Hagia Moné, Der Olympische Frieden] Berlin: Riemerschmidt, 1940
- Der gefrorene Dionysos. Erzählung. Berlin: Riemerschmidt, 1943
- Wir sind Utopia. Novelle. Berlin: Riemerschmidt, 1943
- Wirtshaus zur weiten Welt. Erzählungen. [zawiera Der Weg durch den Zwinger, Sommerliche Elegie, Wirtshaus zur weiten Welt] Jena: Diederichs, 1943
- Das goldene Gitter. Erzählung. Berlin: Lüttke, 1943
- Gäste im Paradies. Moselländische Novellen. [wznowienie wydania z 1937] Leipzig: List, 1949
- Die Häuser auf der Wolke. Kindermärchen. Opladen: Middelhauve, 1950
- Das Antlitz. Erzählung. München: Piper, 1951
- Die Liebesschaukel. Roman. [wznowienie wydania z 1943] München: Piper, 1951
- Die Rache der Schmetterlinge. Eine Legende. Freiburg i. Br.: Klemm, 1953
- Positano. Geschichten aus einer Stadt am Meer. [zawiera Die beiden Pharaonen, Das Fest der Fischer, Mozzo, mein Faktotum, Die Wohnung der Sabenissimo, Mein Nachbar Michelino, Der Urlaub, Die Himmelsschuhe, Die heilsame Sünde des Don Gianino, Die großen Ferien, Flora, Terrassen im Licht] München: Piper, 1957
- Die Verteidigung der Xanthippe. Zwölf Geschichten. [zawiera Das Trockendock, Die Verteidigung der Xanthippe, Der hinkende Gott, Die schwarze Dame, Der Umweg über den Galgen, ,Bitte nach Ihnen!’, Die Brücke von St. Esprit, Die Unterlassungssünde, Der kleine Schlüssel, Fahr mit Gott, Lutka!, Der Tisch, Die doppelte Explosion] München: Piper, 1960
- Novellen und Erzählungen. [zawiera El Greco malt den Großinquisitor, Die Vermummten, Die unglaubwürdige Reise des Knaben Titus, Das Grab des Neides, Wir sind Utopia, Wirtshaus zur weiten Welt, Das Antlitz, Am Brunnen der Hera] München: Piper, 1962
- Das goldene Gitter. Novellen und Erzählungen II. [zawiera Der Mörderbock, Das goldene Gitter, Der Menschendieb, Gäste im Paradies, Der olympische Frieden, Der Weg durch den Zwinger, Die Rache der Schmetterlinge, Die beiden Pharaonen, Amelia] München: Piper, 1964.
- Die biblische Geschichte. Erzählt von Stefan Andres. München und Zürich: Droemer, 1965
- Noah und seine Kinder. 15 Legenden. München: Piper, 1968
- Die große Lüge. Erzählungen. [zawiera Die große Lüge, Bootspartie zu dritt, Die Maschine] München: Piper, 1973
- Gäste im Paradies. Moselländische Novellen. Stefan Andres Werke in Einzelausgaben. Göttingen: Wallstein, 2008
- Terrassen im Licht. Italienische Erzählungen. Stefan Andres Werke in Einzelausgaben. [zawiera obok wyżej wymienionych i po części już opublikowanych także rozproszone teksty na temat Włoch, niektóre z nich tutaj wydane po raz pierwszy] Göttingen: Wallstein, 2009
- Wir sind Utopia. Prosa aus den Jahren 1933-1945. Stefan Andres Werke in Einzelausgaben. Göttingen: Wallstein, 2010

### Utwory sceniczne
- Der ewige Strom. Oratorium. [muzyka Wilhelm Maler] Mainz und Leipzig: Schott, 1936
- Schwarze Strahlen. Kammerspiel. Berlin: Bloch, 1938
- Ein Herz, wie man’s braucht. Schauspiel. Stockholm und New York: Fischer, 1946
- Die Söhne Platons. Komödie. Berlin: Bloch, 1946 [wznowiona w 1956 jako Die Touristen. Eine burleske Komödie]
- Tanz durchs Labyrinth. Dramatische Dichtung in fünf Bildern. München: Piper, 1948
- Gottes Utopia. Tragödie. Berlin: Bloch, 1949
- Der Reporter Gottes. Eine Hörfolge in 10 Kapiteln. Frankfurt a. M.: Knecht, 1952
- Wann kommen die Götter? Drama. Berlin: Bloch, 1956
- Sperrzonen. Eine deutsche Tragödie. Berlin: Bloch, 1957
- Sperrzonen. Hörspiel. Hamburg: Hans-Bredow-Institut, 1959
- Vom Abenteuer der Freude. Chorwerk. [muzyka Harald Genzmer] Mainz: Schott, 1960

### Poezja
- Die Löwenkanzel. Staufen, Köln: Staufen, 1933
- Requiem für ein Kind. Hamburg: Ellermann, 1948
- Der Granatapfel. Oden, Gedichte, Sonette. München: Piper, 1950 [poszerzone nowe wydanie w 1976 jako Gedichte]
- Gedichte. München: Piper, 1966

### Utwory autobiograficzne i listy
- Selbstdarstellung. Autobiographische Skizze. W: Wirrnis und Ewigkeit. Witten (Württemberg), 1934
- Ein Briefwechsel um Trier. Geführt zwischen Stefan Andres und W. B. [= Wilhelm Bracht]. Trier: Trevirensia, 1946
- Lieber Freund, lieber Denunziant. Briefe. München: Piper, 1977
- Briefwechsel mit Ernst Jünger 1937–1970. Stuttgart: Klett-Cotta, 2007

### Eseje
- Innere Emigration. W: Innere Emigration. Rudolstadt: Leutze, 1946
- An einen Staatssklavenbildner. Der Fall Johannes R. Becher. W: „Der Monat” 29/1951, s. 487 i n.
- Von der Würde des Schriftstellers. W: „Deutsche Rundschau”, 7/1954, s. 698 i n.
- Daran glaube ich. W: „Kristall” (Hamburg) 16/1955
- Bild und Maßstab. W: Was halten Sie vom Christentum? Red. Karlheinz Deschner. Leipzig: List, 1957, s. 116 i n.
- Toleranz. Die Brücke zwischen Wahrheit und Freiheit. Oldenburg, 1958
- Nie wieder Hiroshima. Lahr: Kaufmann, 1960
- Der 20. Juli. Tat und Testament. Frankfurt a. M.: Klostermann, 1966
- Der Dichter in dieser Zeit. Reden und Aufsätze. München: Piper, 1974

### Utwory podróżnicze
- Italiener. Berlin: Luken & Luken, 1943
- Umgang mit Italienern. [wznowienie wydania z 1943] Nürnberg: Luken & Luken, 1949
- Main Nahe(zu) Rhein Ahrisches Saar Pfalz Mosel Lahnisches Weinpilgerbuch. Neuwied: Strüder, 1951
- Die großen Weine Deutschlands. Frankfurt a. M., Berlin/Wien: Ullstein, 1960
- Ägyptisches Tagebuch. München: Piper, 1967
- Die Mosel. [fotografie Hermann Weisweiler] Köln: Greven, 1968

## Dzieła tłumaczone na język polski według roku polskiego wydania
- Portret inkwizytora, Warszawa: Instytut Wydawniczy „Pax”, 1960. Tłum. Irena Zaleska. Tyt. oryg. El Greco malt den Großinquisitor
- O świętym księżulku Domenico, Warszawa: Instytut Wydawniczy „Pax”, 1960. Tłum. Zygmunt Lichniak. Tyt. oryg. Vom heiligen Pfäfflein Domenico
- Chłopiec w studni, Warszawa: Instytut Wydawniczy „Pax”, 1962. Tłum. Tadeusz Szafrański. Tyt. oryg. Der Knabe im Brunnen
- Przebierańcy i inne opowiadania, Warszawa: Państwowy Instytut Wydawniczy, 1965. Tłum. Edyta Sicińska. Tyt. oryg. Die Vermmumten
- Pokusa Synezjosa, Warszawa: Instytut Wydawniczy „Pax”, 1975. Tłum. Edyta Sicińska. Tyt. oryg. Die Versuchung des Synesios
- Huśtawka miłości, Warszawa: Państwowy Instytut Wydawniczy, 1977. Tłum. Daniela Ralińska. Tyt. oryg. Die Liebesschaukel
- Zaślubiny wrogów, Warszawa: Instytut Wydawniczy „Pax”, 1981. Tłum. Tadeusz Szafrański. Tyt. oryg. Die Hochzeit der Feinde
- Utopia jest w nas. Portret inkwizytora, Warszawa: Instytut Wydawniczy „Pax”, 1982. Tłum. Edmund Misiołek, Irena Zaleska. Tyt. oryg. Wir sind Utopia. El Greco malt den Großinquisitor
- Rycerze sprawiedliwości, Warszawa: Instytut Wydawniczy „Pax”, 1986. Tłum. Bernard Białecki. Tyt. oryg. Ritter der Gerechtigkeit

## Przyznane nagrody i wyróżnienia
- 1933: Nagroda (stypendium) Fundacji im. Abrahama Lincolna (Abraham-Lincoln-Stiftung)
- 1949: Reńska Nagroda Literacka Nadrenii i Palatynatu (Rheinischer Literaturpreis) przyznana za powieść Die Hochzeit der Feinde
- 1949: Przyznanie członkostwa w Niemieckiej Akademii Języka i Poezji (Deutschen Akademie für Sprache und Dichtung)
- 1952: Nagroda literacka Nadrenii i Palatynatu (Literaturpreis des Landes Rheinland-Pfalz) przyznana za całokształt twórczości
- 1954: Wielka Nagroda Artystyczna Nadrenii Północnej-Westfalii (Großer Kunstpreis von Nordrhein-Westfalen)
- 1956: Komandorski Krzyż Zasługi III Kl. Republiki Włoskiej (Commendatore Ordine al Merito della Repubblica Italiana)
- 1957: Nagroda Teatralna miasta Oldenbug (Dramatikerpreis der Stadt Oldenburg)
- 1959: Wielki Krzyż Zasługi Republiki Federalnej Niemiec (Großes Verdienstkreuz der Bundesrepublik Deutschland)
- 1963: Pierwsza nagroda w Międzynarodowym Konkursie Dramatopisarskim w Asyżu (Internationaler Dramenwettbewerb von Assisi)